# Mike Mitchell (Basketballspieler, 1967)
Michael „Mike“ Mitchell (* 4. April 1967) ist ein ehemaliger US-amerikanisch-irischer Basketballspieler.

## Laufbahn
Mitchell spielte und studierte von 1985 bis 1988 zunächst an der Fresno State University in seinem Heimatland USA, von 1988 bis 1990 dann an der Colorado State University. Seine beste Saison bei Fresno State war das Spieljahr 1987/88, in dem er Mittelwerte von 14,3 Punkten sowie 6,1 Rebounds verbuchte. Nach seinem Wechsel zu Colorado State setzte der 2,02 Meter große Flügelspieler zunächst ein Jahr aus, in der Saison 1989/90 war Mitchell mit einem Punkteschnitt von 19,5 Führungsspieler seiner Mannschaft.
Als Profi spielte Mitchell in den 1990er Jahren zunächst für die australischen Mannschaften Gold Coast Rollers (1991 bis 1994), Brisbane Bullets (1995 bis 1996) und North Melbourne Giants (1997). In den Spielzeiten 1997/98 und 1998/99 stand er beim deutschen Bundesligisten Tatami Rhöndorf unter Vertrag. In der Saison 1999/2000 verstärkte er den französischen Erstligisten Besancon, im Jahr 2000 wechselte er in die Bundesliga zurück und spielte fortan für Avitos Gießen, wo er die letzten Jahre seiner Laufbahn zubrachte. In Gießen wurde er Mannschaftskapitän und gehörte uneingeschränkt zu den Leistungsträgern.
2005 beendete er seine Profikarriere, nachdem er sich während der Saison 2003/04 eine Schulterverletzung zugezogen hatte, die eine Fortsetzung der Laufbahn verhinderte.
Mitchell, der über die irische Staatsbürgerschaft verfügt, spielte im Laufe seiner Karriere für die irische Nationalmannschaft.
Nach dem Ende seiner Spielerzeit wurde Mitchell unter anderem als Trainer tätig. Er betreute unter anderem Schülermannschaften, war Assistenztrainer an der University of California, Riverside sowie beim WNBA-Klub Chicago Sky.